# Comité d'action politique franco-québécois
Le Comité d'action politique franco-québécois (CAP-FQ) est une organisation internationale à but non lucratif, basée au Québec et en France, qui vise à promouvoir les relations franco-québécoises. Elle regroupe les organisations de jeunesse des partis politiques ayant un groupe à l'Assemblée nationale.

## Aperçu
Le CAP-FQ est un organisme international reconnu par le ministère des Relations internationales du Québec et par le ministère des Affaires étrangères français,,. L'association est depuis sa création partenaire de l'Office franco-québécois pour la jeunesse (OFQJ). Une convention de coopération a été signée début 2013 à l'occasion du 45e anniversaire de l'Office entre ce dernier et la section française du CAP-FQ.
Les activités du CAP-FQ s'organisent autour d'un programme d'échanges militants en cabinets ministériels, autour de projets thématiques (par exemple sur l'insertion professionnelle, pour la section française, en 2011 et 2012), autour de colloques et de conférences tels que les « regards croisés » (par exemple en septembre 2011 : « comment gagner une élection », en France et au Quebec) et autour de projets francophones.
Chaque année, une délégation de jeunes Québécois issus des différentes formations politiques représentés au parlement, quitte le Québec pour la France afin d’y participer à un stage de six semaines au sein d'une grande institution française. Depuis la création du CAP-FQ c'est notamment au sein de la présidence de la République au palais de l'Élysée, de cabinets ministériels, de l’Assemblée nationale, du Sénat, de la région Île-de-France ainsi qu’à l’hôtel de ville de Paris ou encore au siège des partis politiques que les stagiaires ont pu découvrir et apporter leur concours à la vie politique et institutionnelle française.
Parallèlement, une délégation de jeunes Français issus des différents partis politiques, quitte la France pour le Québec afin d'y participer à un stage de six semaines au sein de leurs institutions démocratiques. Lors des dernières éditions ces stages ont eu lieu par exemple au sein du cabinet du Premier ministre du Québec, de ministères et à l'Assemblée nationale.

## Historique
Le CAP-FQ a été créé en 1994 par de jeunes Québécois désirant en apprendre plus sur la politique française. Les ailes jeunesses du Parti québécois, de Bloc québécois et du Parti libéral du Québec ont contribué à la création du comité avec la participation d'organisations de jeunesse françaises telles que les jeunes Socialistes et les jeunes Populaires. Les deux sections du CAP-FQ sont présidées par l'organisation de jeunesse du parti qui a la majorité parlementaire. Le secrétariat général est confié à l'opposition.

## Structures
Le CAP-FQ est composé par deux sections, la section québécoise dont la présidente actuelle est Caroline Des Rosiers et la section française présidée par Marc Lerouge.
Dans la structure québécoise, Caroline Des Rosiers est épaulée par Stéfanie Tougas et Victor Silvestrin-Racine. 

## Partis politiques participants

### Au Québec
- Comité national des jeunes du Parti québécois ;
- Forum jeunesse du Bloc Québécois ;
- Commission Relève - Coalition Avenir Québec ;
- Commission jeunesse du Parti libéral du Québec.

### En France
- Jeunes Écologistes ;
- Mouvement des jeunes socialistes ;
- Les Jeunes avec Macron ;
- Jeunes Républicains.